# Melgorès

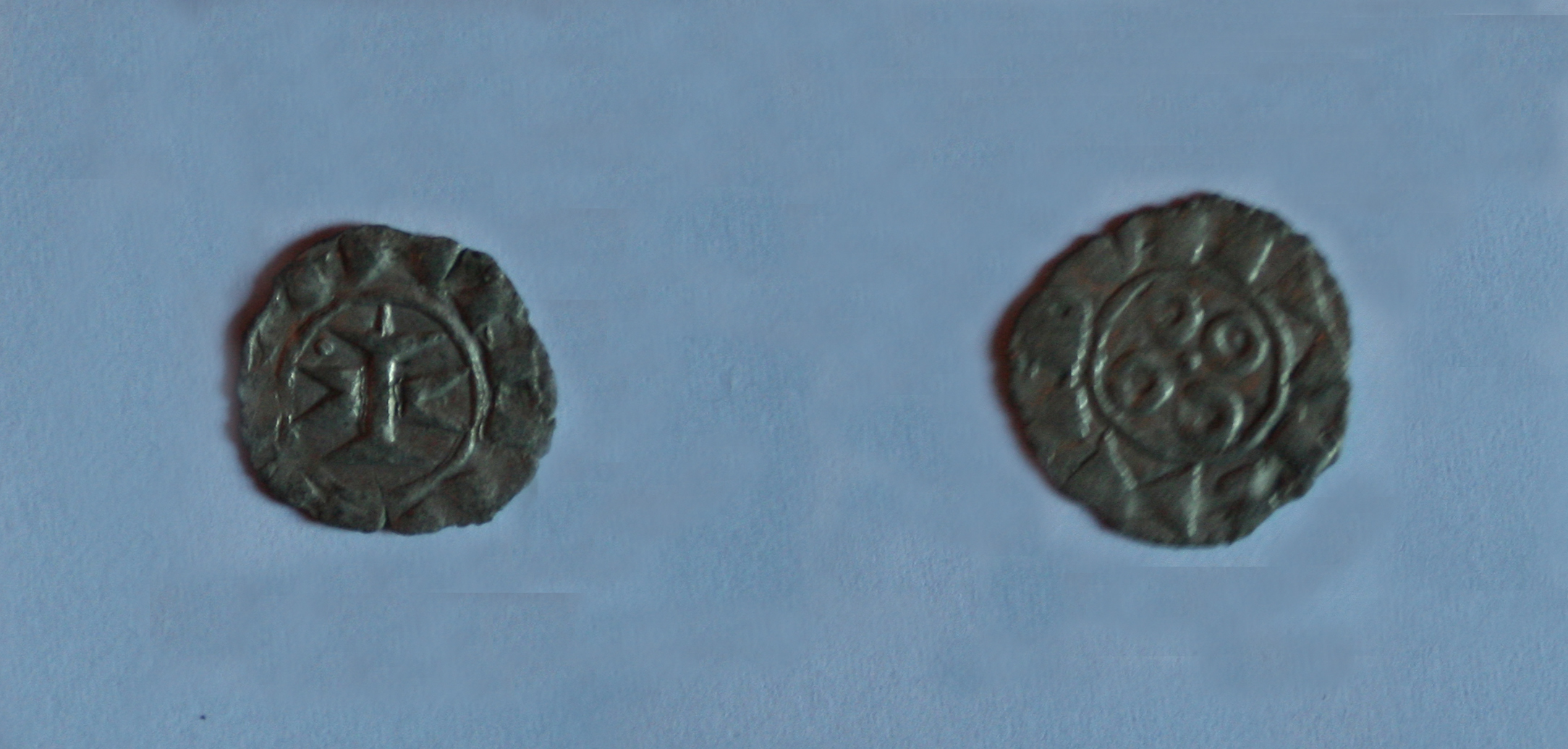
Melgorès

El melgorès o malguiurès/malguirès (en occità: melgoirés) era una moneda de billó encunyada a l'inici pels comtes de Mauguiò i després pels senyors de Montpeller, amb la participació del bisbe i dels cònsols de la ciutat.
No sols fou usada al Llenguadoc, ans també a Catalunya, sobretot a les contrades septentrionals.
Va decaure al segle xiii.